# Gotha (Florida)
Gotha és una concentració de població designada pel cens dels Estats Units a l'estat de Florida. Segons el cens del 2000 tenia 731 habitants.

## Demografia
Segons el cens del 2000, Gotha tenia 731 habitants, 249 habitatges, i 210 famílies. La densitat de població era de 160,4 habitants/km².
Dels 249 habitatges en un 46,2% hi vivien nens de menys de 18 anys, en un 71,9% hi vivien parelles casades, en un 7,6% dones solteres, i en un 15,3% no eren unitats familiars. En el 12,4% dels habitatges hi vivien persones soles el 4,8% de les quals corresponia a persones de 65 anys o més que vivien soles. El nombre mitjà de persones vivint en cada habitatge era de 2,92 i el nombre mitjà de persones que vivien en cada família era de 3,18.
Per edats la població es repartia de la següent manera: un 28,9% tenia menys de 18 anys, un 5,7% entre 18 i 24, un 33% entre 25 i 44, un 25,3% de 45 a 60 i un 7,1% 65 anys o més.
L'edat mediana era de 36 anys. Per cada 100 dones de 18 o més anys hi havia 102,3 homes.
La renda mediana per habitatge era de 59.808 $ i la renda mediana per família de 76.286 $. Els homes tenien una renda mediana de 42.143 $ mentre que les dones 42.692 $. La renda per capita de la població era de 32.734 $. Entorn del 9,8% de les famílies i el 20% de la població estaven per davall del llindar de pobresa.

## Poblacions més properes
El següent diagrama mostra les poblacions més properes.